# 제임스 클라벨
제임스 클라벨(James Clavell, 본명: Charles Edmund Dumaresq Clavell, 1921년 10월 10일 ~ 1994년 9월 7일)은 오스트레일리아 태생의 영국의(나중에 미국으로 귀화) 작가, 각본가, 감독, 제2차 세계 대전 참전용사이자 포로였다.
아시안 사가 소설들의 저자로 알려져 있다. 이 소설들은 텔레비전에서 수차례 각색되었다. 또, 클라벨은 플라이 (1958년 영화), 대탈주 등의 각본에 참여하기도 했다. 1967년 영화 언제나 마음은 태양의 감독과 각본을 맡은 것으로 유명하다.

## 참여 영화
- 플라이 (1958년 영화)
- 대탈주
- 633 폭격대
- 언제나 마음은 태양
- 마지막 계곡